# آق‌اسبه (قزل‌اوردا)
آق‌اسبه (به قزاقی: Akespe) یک منطقهٔ مسکونی در قزاقستان است که در شهرستان آرال واقع شده‌است.